# Ivan Goi
Ivan Goi, född 29 februari 1980 i Cremona, är en italiensk roadracingförare som var aktiv i världsmästerskapen i Grand Prix Roadracing i 125-klassen från säsongen 1996 till säsongen2000 samt gjorde två inhopp 2002. När han under sin debutsåsong vann Österrikes Grand Prix den 4 augusti 1996 vid en ålder av 16 år och 157 dagar var han den yngste någonsin att vinna ett Grand Prix. Den ett år äldre Valentino Rossi blev trea i racet -  hans bästa placering dittills. Tidigare samma år hade Goi kommit tvåa i TT Assen. Kommande år uteblev dock framgångarna för Goi.